# Natalya Shevtsova
Pour les articles homonymes, voir Chevtsova.
Natalya Shevtsova (en russe : Наталья Николаевна Шевцова, Natalia Nikolaïevna Chevtsova ; née le 17 décembre 1974) est une athlète russe spécialiste du 400 mètres. 

## Biographie

### Palmarès
| Date | Compétition           | Lieu     | Résultat | Épreuve   | Performance |
| ---- | --------------------- | -------- | -------- | --------- | ----------- |
| 2001 | Championnats du monde | Edmonton | 3e       | 4 x 400 m | —           |

### Records
| Épreuve            | Performance | Lieu   | Date            |
| ------------------ | ----------- | ------ | --------------- |
| 400 mètres         | 51 s 28     | Toula  | 29 juillet 2004 |
| 400 mètres (salle) | 53 s 53     | Moscou | 18 février 1999 |